# ماهی‌های نجومی
ماهی های نجومی با نام علمی Astronotus یک سرده از ماهیان آمریکای جنوبی از خانواده سیچلایدها است. دو گونه در این جنس وجود دارد که هر دو در حوضه آمازون یافت می شوند، در حالی که یکی از دو گونه نیز در رودخانه های پارانا و پاراگوئه یافت می شود. هر دو گونه ماهی نجومی تا 35 سانتیمتر رشد می کنند و تک ریخت هستند. آنها همه چیزخوارانی فرصت طلب هستند و طیف وسیعی از ماهی های کوچکتر، میوه ها، آجیل ها، سخت پوستان، نرم تنان و سایر بی مهرگان را در طبیعت مصرف می کنند!
گونه اسکار ( Astronotus ocellatus ) جزو ماهیهای بسیار محبوب در بین آکواریوم داران محسوب میشود. اسکارها جفت‌های تک‌همسری تشکیل می‌دهند و در فضایی باز و معمولاً روی یک سنگ صاف یا در یک فرورفتگی کم عمق تخم‌ریزی می‌کنند. رنگ بچه اسکارها و نابالغ ها  با رنگ بزرگسالان متفاوت است و در استتار بچه ها به آنها کمک کند.
در مقابل، گونه دوم این سرده با نام فت اسکار (Astronotus crassipinnis) به ندرت صادر می شود و اغلب در تجارت آکواریوم دیده نمی شود.

## گونه‌ها
در حال حاضر دو گونه شناخته شده در این جنس وجود دارد:
| تصویر | نام علمی                             | نام متداول                         | توزیع |
| ----- | ------------------------------------ | ---------------------------------- | --- |
|       | Astronotus crassipinnis (هکل، 1840)  |                                    | حوضه جنوبی آمازون و حوضه پارانا-پاراگوئه. |
|       | Astronotus ocellatus (Agassiz، 1831) | اسکار، سیکلید مخملی و سیکلید مرمری | پرو، اکوادور، کلمبیا، برزیل و گویان فرانسه، و در حوضه رودخانه آمازون، در امتداد سیستم‌های رودخانه آمازون، ایکا، سیاه، سولیمیس و اوکایالی رخ می‌دهد. |

## بیشتر بخوانید
- کولاترلی، ملیسیانو، تافولی، فاریاس و هربک (2012). واگرایی عمیق فیلوژنتیکی و عدم تطابق طبقه بندی در گونه های Astronotus (Cichlidae). مجله بین المللی زیست شناسی تکاملی 2012. doi:10.1155/2012/915265